# Insula Jan Mayen
Jan Mayen este un teritoriu insular, format din insula omonimă din Marea Groenlandei, în care se află cel mai nordic vulcan activ de pe glob - Beerenberg (2277 m).
Insula, care este parțial acoperită de un ghețar, nu aparține vreunui județ norvegian, dar este sub administrația guvernului județului Nordland. Zona de pescuit este de 293.049 km². În 1980, în ciuda protestelor din partea Islandei și a Groenlandei, zona economică din jurul insulei a fost extinsă la 200 mile marine.
Insula Jan Mayen aparține Norvegiei — nu este un teritoriu dependent și nu este nici supusă Tratatului Svalbard.

## Istoria
Cu toate că primele informații scrise despre insulă provin din secolul al VI-lea, se crede că insula era cunoscută încă de pe vremea vikingilor. Henry Hudson a redescoperit insula în 1607 numind-o Hudsons Tutches. Ulterior mai mulți vânători de balene au trecut pe acolo revendicând-o sau schimbându-i numele. De exemplu, cei din Hull, Anglia, au trecut pe acolo în 1611 și au numit-o Trinidad Island, iar în 1612 vânătorul de balene francez Jean Vrolicq i-a dat numele Île de Richelieu. În 1614 căpitanul de vas englez John Clarke i-a dat numele Isabella; tot în același an i s-a dat numele actual din partea lui Joris Carolus, un cartograf olandez, care a numit-o după căpitanul de vas Jacobs May van Schellinkhout, care vizitase insula cu trei ani înainte.

## Vânătoarea de balene
La începutul secolului al XVI-lea, vânătorii de balene au înființat mai multe topitorii de untură de balenă pe insulă. În timpul verii erau chiar până la 1000 de persoane care lucrau pe insulă, ei construind și unele fortărețe pentru a se apăra de pirați.
Vânătoarea de balene a fost atât de intensivă încât balena groenlandeză aproape că a fost extirpată, ducând la sistarea vânatului în jurul insulei Jan Mayen prin 1640-1650. Insula a fost apoi părăsită, și în următorii 230 de ani puține vase au mai vizitat-o.
Și în ziua de astăzi mai pot fi văzute unele resturi după topitoriile de untură de balenă, unele morminte ale unor vânători de balene, iar acum câțiva ani au fost descoperite două puști mai mari lângă stația principală de vânătoare de balene.

## Activitate nouă
Între 1882-1883 un grup de oameni de știință din Austro-Ungaria au făcut măsurători cartografice ale insulei și au făcut și o serie de alte cercetări. Hărțile făcute de ei au fost atât de precise încât au fost folosite până prin anii 1950.
La începutul secolului al XX-lea norvegienii au început să vâneze vulpi arctice pe insulă, ceea ce aproape că a dus la dispariția animalului acolo. Vânătoarea de acest gen a fost de aceea oprită în anii 1920. 5 din cele 15 cabane pe care le folosiseră vânătorii norvegieni de vulpi mai există încă și în ziua de astăzi (2009).
Prima stațiune meteorologică pe Jan Mayen a fost construită de către Hagbart Ekerold, și cu excepția iernii 1940-1941, au fost făcute observații meteorologice continuu pe insulă. Astăzi doar puține ruine după prima stațiune meteorologicămai pot fi văzute.

## Anexarea insulei de către Norvegia
Institutul Meteorologic din Norvegia a ocupat o parte a insulei în numele Norvegiei în 1922, și apoi întreaga insulă în 1926. Prin rezoluția regală din 8 mai 1929, insula a fost pusă sub suveranitate norvegiană, devenind parte a regatului norvegian pe data de 27 februarie 1930, cf. Legii Jan Mayen § 1.
Înainte ca planurile de anexare să fie cunoscute public, căpitanul de vas Cristoffer Evensen Ruud, un norvegian din Rjukan, a vizitat insula în 1917, informând mai apoi Ministerul de Externe norvegian că a ocupat insula. Curând însă și-a dat seama că nu are mijloce să exploateze resursele insulei, și la 26 august 1920 a pus un anunț în ziarul Norges Handels- og Sjøfartstidende (Gazeta comercială și maritimă norvegiană) prin care scotea insula la vânzare. Omul de afaceri Thorleif Imerslund a cumpărat drepturile de ocupare ale insulei de la Ruud plătindu-i 1000 coroane, probabil cu intenția de a exporta guano în Germania, unde terenul agricol era distrus după patru ani de război care creaseră o penurie de îngrășăminte chimice. Dar se pare că Imerslund a pierdut bani de pe urma acestei afaceri.
Până pe data de 1 ianuarie 1995, Jan Mayen a fost administrată de către guvernatorul Insulei Svalbard. După această dată, insula a trecut sub administrația guvernatorului județului Nordland.

## Al Doilea Război Mondial

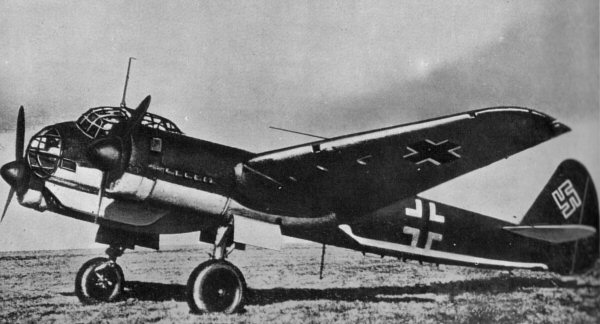
Junkers JU 88

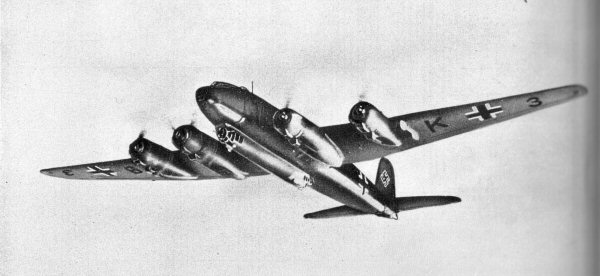
Focke-Wulf Fw 200

De frica atacurilor germane, în 1940 s-a hotărât să se dea foc la stațiunea de observații meteorologice și să fie evacuați angajații în Marea Britanie. Dar considerații strategice, anume că stațiunea meteorologică ar fi folositoare, printre altele, pentru transportul de convoi la Murmansk, au dus la redeschiderea stațiunii în 1941, când angajații s-au reîntors însoțiți de soldați norvegieni. Cel mai mare număr al persoanelor staționate concomitent a fost 52. Forțele germane nu au încercat să ocupe insula cu trupe de sol, dar avioane și submarine germane au întreprins acțiuni de recunoaștere în mai multe rânduri. Ca excepție, s-a tras asupra stației, fără să fi făcut însă mari pagube. Astfel, angajații au putut livra în tot timpul războiului date meteorologice.
Două avioane germane au avariat pe insulă în timpul războiului, ambele echipaje, în total 13 persoane, murind. Primul avion a avariat lângă locul numit Flykollen, dar a rămas nedescoperit până când au fost descoperite resturi ale unui alt avion, un Junker Ju 88 D1 cu cadavrele a 4 membrii ai echipajului, la 23 august 1950. Al doilea avariu a avut loc pe data de 7 august 1942; a fost un avion de tip 
Focke-Wulf Fw 200, în care cei 9 membrii ai echipajului au pierit. Vremea în ziua aceea a fost încețoșată, așa încât nu a fost posibil bombardament. La fel, trupele norvegiene nu au încercat să doboare avionul deoarece nu știau dacă este avion inamic sau aliat.
În 1959, trupurile neînsuflețite ale celor două echipaje au fost înmormântate la cimitirul de război din Narvik.
În toamna anului 1943, guvernul norvegian a dat voie americanilor să construiască instalații de  radioascultare pe locul numit Mid-Jan, cu scopul de a da posibilitatea de a intercepta convorbirile care treceau prin stațiunea secretă radio și meteo din Groenlanda. Baza americană avea numele de Atlantic City. Condiția era ca americanii să demonteze stația și să părăsească insula imediat după terminarea războiului. Americanii au rămas pe Jan Mayen până în februarie 1946. Guvernul norvegian a fost foarte interesat ca americanii să părăsească Jan Mayen cât mai repede pentru ca nu cumva ca Uniunea Sovietică să ceară drepturi pentru o bază militară similară sau chair mai mare pe insula Svalbard.
Jan Mayen a fost singura parte din Norvegia care a fost sub control complet al guvernului norvegian exilat în tot timpul războiului.

## Extinderea zonei economice
În 1980, zona de pescuit a fost extinsă la 200 mile marine în jurul insulei, în ciude protestelor din partea Islandei și Groenlandei. Disputa cu Islanda s-a rezolvat prin tratatele din 28 mai 1980 și 22 octombrie 1981, Norvegia acceptând să micșoreze zona Jan Mayen, recunoscând dreptul Islandei de a avea o zonă economică de 200 de mile marine de la coasta proprie. Conflictul cu Groenlanda a fost decis la Curtea Internațională de Justiție de la Haga în 1993.. Tratatele cu Danemarca și Islanda au fost propuse pentru acceptare de către consiliul regal norvegian pe data de 13 februarie 1998. și votate de către parlamentul norvegian la 2 aprilie 1998.

## Reducerea treptată a activității
Expediția la stația de radio de coastă Jan Mayen a fost sistată în 1995 și transferată la stația de radio Bodø, de unde este condusă prin satelit.
În 2004 Norvegia a hotărât ca stațiile de radionavigare LORAN-C să fie închise începând cu 1 ianuarie 2006, inclusiv stația de pe insula Jan Mayen. Guvernul norvegian a anunțat la 9 februarie 2005 că dorește să propună parlamentului prelungirea folosirii stațiilor , iar la 23 iunie 2006, Ministerul Pescuitului și al Țărmurilor din Norvegia a anunțat că stațiile vor continua să funcționeze până la sfârșitul anului 2009.. Motivul invocat este că ar exista un interes sporit în Europa pentru sistemul acesta de navigare. Ministerul a fost rugat de UE, Marea Britanie și Franța etc. să lase în continuare funcționarea stațiilor.

## Plan de protecție
Directoratul norvegian pentru protecția naturii urma să trimită în toamna anului 2007 spre audiere un plan pentru protecția insulei Jan Mayen. Conform planului, două părți ale insulei, una la sud de tot în regiunea Sør-Jan și una ala nord de tot în regiunea Nord-Jan vor fi protejate. Regiunea din mijloc, Midt-Jan, unde se află stațiile Ministerului Apărării și ale Institutului Meteorologic urmează să fie regiuni cu folosințe multiple. Regiunile protejate se vor extinde la 12 mile marine de coastă, dar pescuitul va fi o excepție. Vor fi altitudini minime pentru survolare și distanțe minime dincolo de care nu te poți apropia de rocile unde păsările sălbatice clocesc. Guvernorul județului Nordland va fi administratorul regiunii protejate. Planul a intrat în vigoare în 2008.

## Geografia

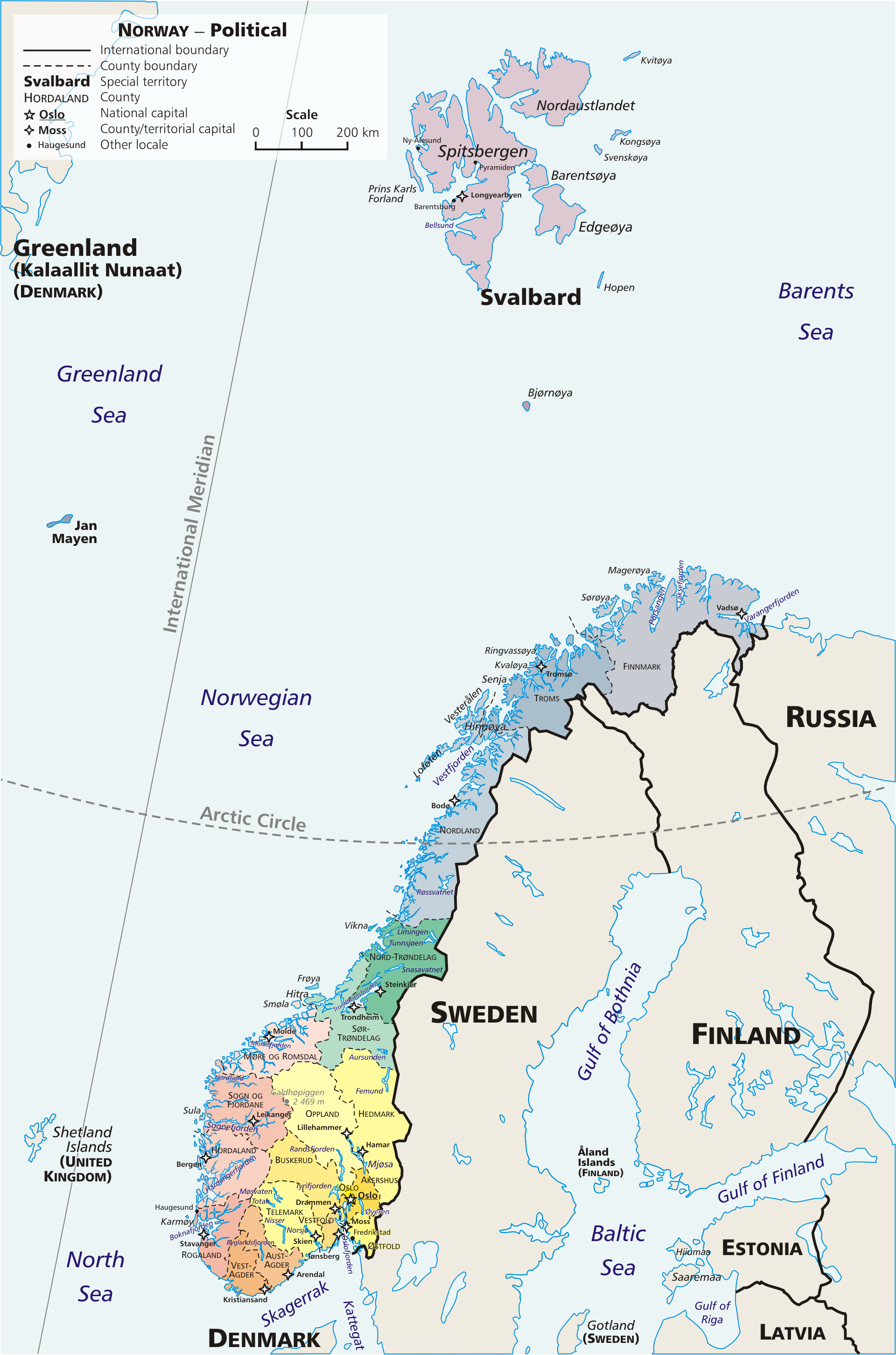
Insula Jan Mayen în raport cu restul Norvegiei

Insula are o suprafață de 377 km² și este la 600 km nord-est de Islanda și 500 km est de Groenlanda. Jan Mayen se află cam la 1000 de km atât de Svalbard cât și de restul Norvegiei. Se extinde 53 de km de la sud-est la nord-est între 70° și 72°N și între 8° și 9°V. Lățimea minimă este 2,5 km, iar cea maximă 15,8 km. Insula se împarte în trei regiuni: partea îngustă și joasă se numește Midt-Jan, iar cele două părți muntoase se numesc Nord-Jan și Sør-Jan.

## Natura
Jan Mayen este o parte a lanțului dorsal mesoatlantic. Acest lanț de munți subacvatici se întinde până la Insula Bouvet în sud, și constă din munți vulcanici care s-au format acum un milion de ani în zona dintre plăcile continentale dintre Americi și Europa/Africa. Jan Mayen este vârful vizibil al unuia dintre munții aceștia vulcanici, ale căroro bază se află la 3000 m sub nivelul oceanului. Punctul de reper este vulcanul Beerenberg (2277m), care este acoperit în bună parte de un ghețar și care este practic cea mai mare parte a regiunii din nord (Nord-Jan). Beerenberg, un vulcan activ, a avut erupție ultima dată în 1985. Toată insula este vulcanică, dar vara culoarea neagră este acoperită în parte de mușchi, iarbă și flori.